# Max Herre (Album)
Max Herre ist das selbstbetitelte erste Soloalbum des deutschen Rappers Max Herre. Es erschien am 13. September 2004 über das Label Four Music als Standard- und Limited-Edition, inklusive DVD.

## Produktion
Die Beats des Albums wurden von Max Herre selbst sowie den Musikproduzenten Silly Walks Movement, Waajeed und Philippe Kayser produziert. Weitere Instrumentals stammen von Needlz, Sholar, Carsten Schedler, Tommy Wittinger und Manumatei.

## Covergestaltung
Das Albumcover zeigt Max Herre, der sich an eine graue Wand lehnt. Auf der Wand befinden sich verschiedene Zeichnungen, darunter eine Gitarre, ein Zug und ein Vogel. Rechts oben im Bild steht der weiße Schriftzug Max Herre.

## Gastbeiträge
Neben Max Herre treten auf dem Album viele weitere Künstler in Erscheinung. Dabei hat seine Ehefrau, die Sängerin Joy Denalane, drei Gastbeiträge auf den Liedern 1ste Liebe, Sei Tu und So Easy, während der US-amerikanische Sänger Bilal auf Playground vertreten ist. Weitere Gastauftritte stammen von Celina Bostic, Fetsum, Manumatei, Sekou Neblett und Laura López Castro. Verschiedene Sängerinnen und Sänger, wie Grace Risch, Ruth Renner, Vanessa Mason, Carsten Schedler, Fontaine Burnett, Frank Kuruc und Lillo Scrimali, sind zudem im Hintergrundgesang zu hören.

## Titelliste
| #  | Titel                    | Gastmusiker                                                     | Produzent                        | Länge |
| -- | ------------------------ | --------------------------------------------------------------- | -------------------------------- | ----- |
| 1  | Mein Song                | Celina Bostic, Fetsum                                           | Max Herre, Needlz                | 2:37  |
| 2  | 1ste Liebe               | Joy Denalane                                                    | Max Herre, Carsten Schedler (Co) | 4:56  |
| 3  | King vom Prenzlauer Berg |                                                                 | Sholar                           | 4:19  |
| 4  | Playground               | Bilal                                                           | Tommy Wittinger                  | 4:14  |
| 5  | Jerusalem                | Grace Risch, Ruth Renner, Vanessa Mason                         | Silly Walks Movement             | 5:29  |
| 6  | Sei Tu                   | Joy Denalane                                                    | Silly Walks Movement             | 3:27  |
| 7  | Wie du bist              | Manumatei                                                       | Max Herre, Manumatei             | 5:03  |
| 8  | Zu elektrisch            |                                                                 | Sholar                           | 3:51  |
| 9  | Epilog/Prolog            |                                                                 | Waajeed                          | 2:08  |
| 10 | Du weisst (Bye Bye Baby) | Carsten Schedler, Fontaine Burnett, Frank Kuruc, Lillo Scrimali | Carsten Schedler                 | 5:28  |
| 11 | Alter Weg                |                                                                 | Max Herre                        | 1:59  |
| 12 | Anna ’04                 |                                                                 | Waajeed                          | 4:23  |
| 13 | So Easy                  | Joy Denalane                                                    | Tommy Wittinger                  | 5:09  |
| 14 | Where Do We Go from Here | Sekou Neblett                                                   |                                  | 3:03  |
| 15 | Flor que marchitara      | Laura López Castro                                              | Philippe Kayser                  | 1:49  |
| 16 | Nur Du                   |                                                                 | Silly Walks Movement             | 3:27  |

Bonus-DVD der Limited-Edition:
| # | Titel                 | Länge |
| - | --------------------- | ----- |
| 1 | Audiografie           | 0:46  |
| 2 | Erste Schritte        | 2:50  |
| 3 | Kolchose              | 1:11  |
| 4 | Freundeskreis         | 17:08 |
| 5 | Max Herre 2004        | 15:17 |
| 6 | 1ste Liebe (Video)    | 4:36  |
| 7 | Zu elektrisch (Video) | 3:55  |
| 8 | Bonus-Video           | 3:01  |

## Chartplatzierungen und Singles
Max Herre stieg am 27. September 2004 auf Platz 1 in die deutschen Albumcharts ein und belegte in den folgenden Wochen die Ränge 8 und 12. Insgesamt hielt sich das Album neun Wochen in den Top 100. In Österreich platzierte sich der Tonträger auf Position 15 und in der Schweiz auf Rang 7.
Sechs Lieder des Albums wurden als Singles ausgekoppelt, davon die ersten drei Jerusalem, Nur Du / Sei Tu und Playground nur zu Promotionszwecken. Am 1. Juni 2004 erschien Zu elektrisch für den freien Verkauf und erreichte Platz 63 der deutschen Singlecharts. Anschließend folgte am 30. August 2004 der Song 1ste Liebe, der Rang 33 belegte. Zudem wurde am 28. Februar 2005 der Track Du weisst (Bye Bye Baby) veröffentlicht, der sich aber nicht in den Charts platzieren konnte.
Im Jahr 2017 wurde das Album für mehr als 100.000 verkaufte Einheiten in Deutschland mit einer Goldenen Schallplatte ausgezeichnet.

## Rezeption
| Professionelle Bewertungen | Professionelle Bewertungen |
| -------------------------- | -------------------------- |
| Kritiken                   |                            |
| Quelle                     | Bewertung                  |
| laut.de                    | [ 5 ]                      |

Alexander Engelen von laut.de bewertete das Album mit vier von möglichen fünf Punkten. Er meint das Soloalbum „steht der Qualität von Freundeskreis in nichts nach“ und sei durchgängig auf hohem Niveau. Neben Hip-Hop seien auch viele Einflüsse anderer Musikrichtungen, wie Soul, Reggae und Blues, enthalten. Besonders hervorgehoben werden die Singles Zu elektrisch und 1ste Liebe sowie die Lieder Alter Weg und Anna ’04.